# Чжоу ли

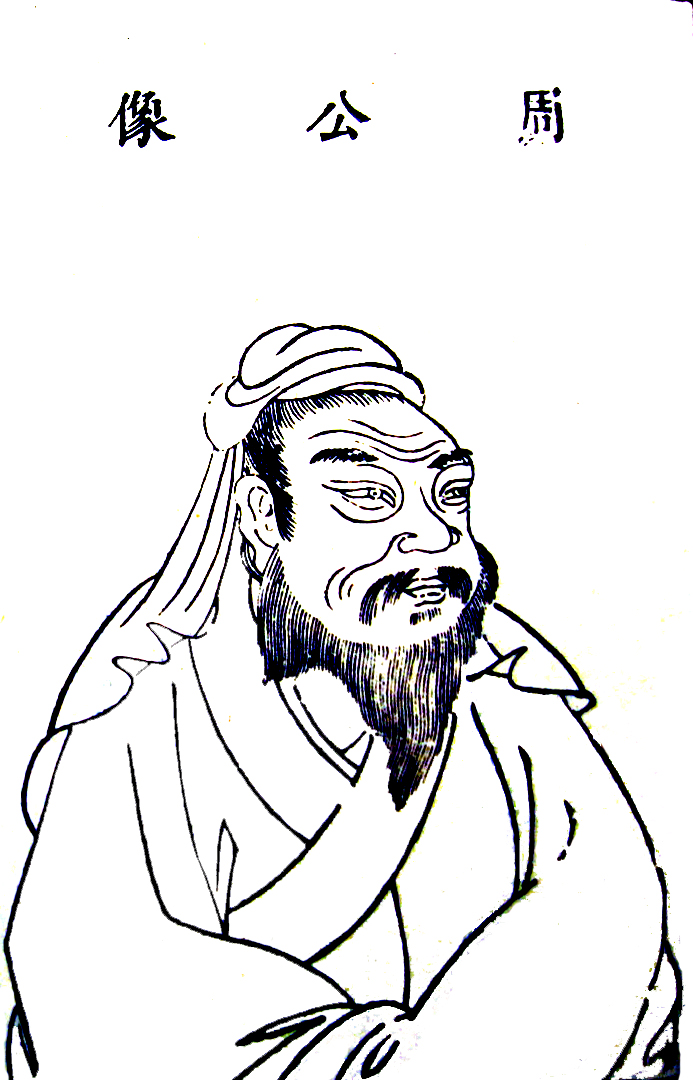
Создание канона приписывается Чжоу-гуну, XI в. до н. э.

Чжоу ли (кит. трад. 周禮, упр. 周礼, пиньинь Zhōulǐ, «Чжоуские ритуалы») — один из ранних памятников китайской классической литературы, входящий в конфуцианское «Тринадцатикнижие».

## История создания и критика
Традиция приписывает создание канона Чжоу-гуну — младшему брату У-вана (основателя династии Чжоу). Считается, что когда после смерти У-вана Чжоу-гун стал регентом при своём племеннике Чэн-ване, то впервые создал регулярную администрацию.
Согласно описаниям Хань шу и более поздних источников, «Чжоуские ритуалы» были приобретены младшим братом Хань У-ди, Лю Дэ 劉德, ваном Хэцзянь 河間王, и последний раздел в тексте отсутствовал уже на тот момент.
Относительно времени создания произведения существует большой разброс версий: от раннего Чжоу до периода Воюющих царств и Хань. В эпоху Сун высказывались мнения (Сыма Гуан, Хун Май, Су Чжэ), что «Чжоуские ритуалы» были подделаны Лю Синем (Хань, ок. 50 до н. э. — 23 н. э.), который использовал этот текст для легитимации своего патрона, узурпатора Ван Мана (известно, что Лю Синь создал пост боши («эрудит, доктор»), ответственный за изучение текста). Против подобных утверждений выступили Чэнь Чжэньсунь и Мао Цилин (毛奇齡, 1623—1716).
В XX в. Бернхард Карлгрен предположил, что текст создан в середине II века до н. э., а Гу Цзеган и Го Можо — что он относится к периоду Сражающихся царств.

## Структура
Рубрикация и содержание «Чжоуских ритуалов» сопряжены с древними космогонически-календарными представлениями, в соответствии с которыми предписывалось упорядочивать жизнь общества. Современный текст «Чжоуских ритуалов» состоит из следующих разделов:
- «Тянь гуань» (天官, «Небесные чиновники»)
- «Ди гуань» (地官, «Земные чиновники»)
- «Чунь гуань» (春官, «Весенние чиновники»)
- «Ся гуань» (夏官, «Летние чиновники»)
- «Цю гуань» (秋官, «Осенние чиновники»)
- Раздел «Дун гуань» (冬官, «Зимние чиновники») был утерян и примерно в III веке заменён аналогичной по содержанию книгой «Као гун цзи» (考工記, «Записки о ремёслах»)